# Manon van Rooijen
Manon van Rooijen (n. 3 iulie 1982, Leerdam, Olanda de Sud, Țările de Jos) este o înotătoare ce a reprezentat Regatul Țărilor de Jos, medaliată olimpică. A participat la 2 ediții ale Jocurilor Olimpice (2000, 2008) în care a câștigat o medalie de aur și o medalie de argint.